# Michael Glöckner
Michael Glöckner (Ehingen, 27 maggio 1969) è un ex pistard tedesco.

## Palmarès

### Olimpiadi
- 1 medaglia:
  - 1 oro (Barcellona 1992 nell'inseguimento a squadre)